# Limonia tanakai
Limonia tanakai är en tvåvingeart som först beskrevs av Alexander 1921.  Limonia tanakai ingår i släktet Limonia och familjen småharkrankar. Inga underarter finns listade i Catalogue of Life.